# مارجيت مولر
مارجيت مولر (بالألمانية: Margit Müller)‏ هي لاعب هوكي الحقل ألمانية، ولدت في 31 أكتوبر 1952 في Oebisfelde ‏ في ألمانيا.

## وصلات خارجية
- مارجيت مولر على موقع الاتحاد الدولي للهوكي (الإنجليزية)
- مارجيت مولر على موقع قاعة مشاهير المدرسة الثانوية ايبيريا الجديدة (مؤرشف) (الألمانية)